# Lothar Mannewitz
Lothar Mannewitz (* 1. Mai 1930 in Hörsingen; † 24. August 2004 in Rostock) war ein deutscher Maler, Grafiker, Restaurator und Gestalter von Glasfenstern.

## Leben
Nach dem Besuch der Schule absolvierte Lothar Mannewitz von 1945 bis 1950 eine Lehre im Malerhandwerk und eine Ausbildung zum Restaurator im Betrieb des Vaters Fritz Mannewitz. Von 1952 bis 1954 studierte er Malerei an der Kunsthochschule Berlin-Charlottenburg. 1954 folgten die Heirat mit der Malerin Mechthild Schlenger und die Übersiedlung nach Rostock. Dort arbeitete Lothar Mannewitz als freiberuflicher Restaurator, vor allem an Kunst- und Baudenkmalen in Mecklenburg und Brandenburg. In etwa 200 Kirchen war er tätig. Ein weiteres Tätigkeitsfeld von ihm war die baugebundene Kunst. Mannewitz schuf zahlreiche Glasfenster in Blei- und Betonglastechnik in Kirchen und Profanbauten von Rostock, Berlin und anderen Orten in Mecklenburg-Vorpommern und Brandenburg. In der Zeit der DDR hatte er mehrere Einzelausstellungen und war an Ausstellungen im In- und Ausland beteiligt.
1985 wurde er mit der Johannes-R.-Becher-Medaille in Silber geehrt.
Lothar Mannewitz hatte drei Kinder. Sein Sohn Marcus Mannewitz ist ebenfalls als Restaurator tätig, die Tochter Anna Mannewitz ist Malerin.

## Werke (Auswahl)
Restaurierungen
- Dorfkirche Walkendorf
- Dorfkirche Basse
- Dorfkirche Unter Brüz
- Dorfkirche Woosten
- Rostocker Rathaus
- Foyer des Hauptgebäudes der Universität Rostock
- Schmuckportal am Steintor in Rostock
- Pedell-Haus neben dem Universitätshauptgebäude in der Rostocker Kröpeliner Straße

Kirchenfenster und baugebundene Kunst
- Fenster in der St.-Bartholomaei-Kirche (Demmin)
- 1958: Fenster der Heiligen-Geist-Kirche (Rostock)
- 1958: Majestas Domini, farbiges Glasmosaik in der Apsis der Adventkirche (Berlin)
- 1960/61: Majestas Domini, Glasmosaik im Altarraum der Eliaskirche (Berlin)
- 1961: St. Michael als Drachentöter, Entwurf des Glasmosaiks im südlichen Kreuzarm der Paul-Gerhardt-Kirche (Berlin-Prenzlauer Berg)
- 1961: Chorfenster der Kirche Berlin-Rahnsdorf
- 1963: Fenster der Petrikirche (Rostock)
- Fenster der St.-Georgs-Kirche in Altstrelitz
- 1964: Fenster der Dorfkirche Blankenhagen; Renovierung
- 1964: Sgraffito im Altarraum der Friedenskirche (Berlin-Niederschönhausen); durch Renovierung 1981/82 entfernt
- 1966: Glasmalereien in der Kirche Ranzin
- 1967: Ostfenster der Dorfkirche Kirch Mummendorf
- 1968: Fenster in der Kirche Neuenkirchen (bei Greifswald)
- Fenster der St.-Andreas-Kirche (Rostock)
- Giebelgestaltung in der Rostocker Koßfelderstraße (2020 bei Bauarbeiten entfernt)

Malerei und Grafik
- Altes Gehöft (1974, Öl)[2]
- Schwemmland beim Hafenbau (Öl, 80 × 100 cm, 1967)[3]
- Vorfrühling (Öl, 1971; ausgestellt 1972/1973 auf der VII. Kunstausstellung der DDR)[4]

- Buchillustration in Ulrich Bentzien (Herausgeber): Mecklenburg, Ein Gästebuch. Hinstorff Verlag, Rostock 1980.

Publizierter Essay
- Mit Karl-Heinz Loui: Denkmalpflege. Bestandteil komplexer Umweltgestaltung. In: Bildende Kunst, Berlin 1979, S. 385–387.

## Ausstellungen (unvollständig)
Einzelausstellungen
- 1977 und 1990: Rostock, Kunsthalle (mit Mechthild Mannewitz)[5]
- 1979: Stettin, Galerie im Schloss (mit Mechthild Mannewitz)
- 1990: Rostock, Kunsthalle

Ausstellungsbeteiligungen
- 2003: Rostock, Kunstausstellung zur Hanse Sail